# بهاره رهنما
بهاره رهنما (زادهٔ ۱۰ آذر ۱۳۵۲) بازیگر اهل ایران است. او دختر بازیگر پروین قائم‌مقامی است و کار خود را در اوایل دههٔ ۱۳۷۰ با بازی در فیلم اکشن افعی (۱۳۷۱) آغاز کرد.

## اوایل زندگی و حرفه
بهاره رهنما در ۱۰ آذر ۱۳۵۲ در اراک در استان مرکزی به دنیا آمد. او دختر پروین قائم‌مقامی بازیگر سینما است. رهنما مدرک لیسانس ادبیات نمایشی و فوق لیسانس حقوق قضایی خود را از دانشگاه آزاد اسلامی گرفته است.
نخستین تجربه بازیگری رهنما در ۱۷ سالگی و در فیلم اکشن افعی (۱۳۷۱) بود. این فیلم با فروش ۱۹۹ میلیون تومان، پرفروش‌ترین فیلم سال ۱۳۷۲ بود.

## زندگی شخصی
همسر پیشین او پیمان قاسم‌خانی نویسندهٔ سینماست. این زوج دختری به نام پریا قاسم‌خانی دارند که تجربهٔ حضور در تئاتر پنجره‌ها و فیلم دایرهٔ زنگی و مجموعهٔ مرد هزارچهره را دارد. او پس از جدایی از قاسم‌خانی در شهریور ۱۳۹۶ با امیرخسرو عباسی ازدواج کرد. او در سال ۱۴۰۱ از خسرو عباسی جدا شد.

### انتخابات ریاست‌جمهوری
او در دوران انتخابات ریاست جمهوری ایران (۱۳۸۸) از جمله هنرمندان حامی میرحسین موسوی بود و در انتخابات ریاست جمهوری ایران (۱۳۹۲) به حامیان حسن روحانی پیوست. حضور گستردهٔ او در شبکه‌های اجتماعی انتقاداتی را از طرف کاربران این شبکه‌ها متوجه او نموده است.  رهنما و همسر سابقش پیمان قاسم خانی، از جمله ۱۴۰ هنرمند ایرانی بودند که با امضاء طوماری در مورخ ۲۲ خرداد ۱۳۹۲، همراه با سایر اصلاح‌طلبان و اعتدالگرایان، از نامزدی حسن روحانی در انتخابات ریاست جمهوری ۱۳۹۲ حمایت علنی کردند.

### شکایت از نادر فتوره‌چی
در دی ۱۳۹۳ پیمان قاسم‌خانی و بهاره رهنما از نادر فتوره‌چی به علت یادداشت‌هایش در فیسبوک که بهاره رهنما (همسر قاسم‌خانی در آن زمان) را به فرصت طلبی برای مطرح شدن متهم کرده بود، شکایت کردند. و همچنین قاسم‌خانی یک یادداشت در رابطه با این شکایت در فضای مجازی قرار داد. فتوره‌چی پس از این شکایت دادگاهی شد، اما با قرار کفالت آزاد شد و درنهایت رهنما رضایت داد.

### شکایت سیروان خسروی
داستان دعوای او با بهاره رهنما به فروردین ماه سال ۱۳۹۷ بر می‌گردد.سیروان خسروی در یک پست اینستاگرامی، نسبت به وضعیت و مشکلات کشور انتقادات تندی را مطرح کرد. نوک پیکان انتقادات او هم نسبت به سلبریتی‌هایی بود که در انتخابات ریاست جمهوری سال ۱۳۹۶، فعالیت‌های تبلیغاتی داشتند. او گفته بود: «مشمئزکننده‌تر از وضعیت اسفناک کشور، پُست‌های انتقادی سلبریتی‌هایی هستش که پارسال همین موقع در حال یارگیریِ بنفش بودن، قبل‌تر هم مشغول یارگیری سبز و امروز هم که منتقدند و فردا هم حامی رنگ مد روز و باب میل اکثریت خواهند بود.» 
بعد از آن، امیرمهدی ژوله به آن پست سیروان خسروی واکنش نشان داد، ولی در اتفاقی عجیب، اینستاگرام این بازیگر و نویسنده سینما و تلویزیون هک شد. پس از هک صفحه امیرمهدی ژوله، بهاره رهنما در توئیتر ضمن حمایت از ژوله انتقادات تندی را علیه سیروان خسروی مطرح کرد. او در چند توئیت نسبت به نظرهای سیروان خسروی، نقدهای جدی را بیان کرد و از مهم‌ترین نکات اشاره شده توسط بهاره رهنما هم این بود که سیروان خسروی را متهم به جلب توجه با بی‌ادبی کرده بود. در همان زمان و پس از صحبت‌های بهاره رهنما، سیروان خسروی سکوت کرد، اما شایعاتی مبنی بر شکایت او از این بازیگر سینما و تلویزیون شنیده می‌شد.

### شام ایرانی
صحبت‌های او در قسمتی از مجموعه «شام ایرانی» که گفته بود «دخترهای امروزی سر و وضعشون نیکول کیدمن و طرز فکرشون لر» با واکنش‌های زیادی مواجه شد. رئیس شورای اسلامی شهر خرم‌آباد خواستار برخورد با وی شد.
همچنین برخورد وی با فلور نظری در این برنامه واکنش مخاطبان را در پی داشت.

### ویدئوی حاشیه برانگیز
بهاره رهنما در یک ویدئوی اینستاگرامی دربارهٔ وضعیت مالی‌اش گفت: طبیعتاً وقتی من این همه سال کار کردم طبیعی است که در این سن آسایش مالی داشته باشم. هر آدمی که بعد از ۳۰ سال کار کردن نتواند برای خود و خانواده‌اش آسایش و رفاه فراهم کند، آدم بی‌دست و پایی است. این سخنان رهنما باعث واکنش‌ها و انتقادهای زیادی به او شد که در آخر حجم انتقادها باعث شد که رهنما مخاطب سخنان ویدیو را خودش بداند.

## فیلم‌شناسی

### سینمایی
| سال  | نام فیلم                   | کارگردان                     |
| ---- | -------------------------- | ---------------------------- |
| ۱۴۰۱ | عطر آخر اردیبهشت           | بهاره رهنما                  |
| ۱۳۹۹ | بی پی ام بند               | فرناز امینی                  |
| ۱۳۹۸ | ناک اوت                    | فرناز امینی                  |
| ۱۳۹۸ | پیشی میشی                  | حسین قناعت                   |
| ۱۳۹۸ | بابا سیبیلو                | ادوین خاچیکیان               |
| ۱۳۹۷ | ایکس‌لارج                   | محسن توکلی                   |
| ۱۳۹۷ | پاستاریونی                 | سهیل موفق                    |
| ۱۳۹۷ | اژدر                       | رضا سبحانی                   |
| ۱۳۹۶ | آینه بغل                   | منوچهر هادی                  |
| ۱۳۹۶ | آقای سانسور                | علی جبارزاده                 |
| ۱۳۹۵ | هشتگ                       | رحیم بهبودی‌فر                |
| ۱۳۹۵ | خوب، بد، جلف               | پیمان قاسم‌خانی               |
| ۱۳۹۴ | آس و پاس                   | آرش معیریان                  |
| ۱۳۹۳ | ۳۶۰ درجه                   | سام قریبیان                  |
| ۱۳۹۲ | طبقه هساث                  | کمال تبریزی                  |
| ۱۳۹۱ | آشنایی با لیلا             | عادل یراقی                   |
| ۱۳۹۰ | بچگیتو فراموش نکن          | جلال فاطمی                   |
| ۱۳۹۰ | خنده در باران              | داریوش فرهنگ                 |
| ۱۳۹۰ | یک فراری از بگبو           | هاتف علیمردانی               |
| ۱۳۸۹ | ورود زنده‌ها ممنوع          | جواد مزدآبادی                |
| ۱۳۸۹ | دیو و دلبر                 | وحید نیکخواه آزاد            |
| ۱۳۸۹ | جرم                        | مسعود کیمیایی                |
| ۱۳۸۹ | زنان ونوسی، مردان مریخی    | کاظم راست‌گفتار               |
| ۱۳۸۹ | زن‌ها شگفت انگیزند          | مهرداد فرید                  |
| ۱۳۸۹ | هرچی خدا بخواد             | نوید میهن‌دوست                |
| ۱۳۸۹ | ورود آقایان ممنوع          | رامبد جوان                   |
| ۱۳۸۸ | عروسک                      | ابراهیم وحیدزاده             |
| ۱۳۸۸ | بعد از ظهر سگی سگی         | مصطفی کیایی                  |
| ۱۳۸۸ | پوپک و مش ماشاالله         | فرزاد مؤتمن                  |
| ۱۳۸۸ | سن پطرزبورگ                | بهروز افخمی                  |
| ۱۳۸۸ | بی ستاره                   | بهمن گودرزی                  |
| ۱۳۸۷ | چارچنگولی                  | سعید سهیلی                   |
| ۱۳۸۷ | ده رقمی                    | همایون اسعدیان               |
| ۱۳۸۷ | شیرین                      | عباس کیارستمی                |
| ۱۳۸۶ | توفیق اجباری               | محمدحسین لطیفی               |
| ۱۳۸۶ | دایره زنگی                 | پریسا بخت‌آور                 |
| ۱۳۸۳ | شبانه                      | امید بنکدار / کیوان علی‌محمدی |
| ۱۳۸۳ | ماجراهای اینترنتی (چای نت) | حسین قناعت                   |
| ۱۳۸۱ | گاوخونی                    | بهروز افخمی                  |
| ۱۳۸۰ | نان و عشق و موتور ۱۰۰۰     | ابوالحسن داوودی              |
| ۱۳۷۹ | بچه‌های بد                  | علیرضا داوودنژاد             |
| ۱۳۷۷ | بادام‌های تلخ               | کاظم معصومی                  |
| ۱۳۷۴ | عاشقانه                    | علیرضا داوودنژاد             |
| ۱۳۷۴ | غزال                       | مجتبی راعی                   |
| ۱۳۷۱ | افعی                       | محمدرضا اعلامی               |

### مجموعه تلویزیونی
- سرگذشت (۱۳۹۸)
- شش قهرمان و نصفی (۱۳۹۸)
- بچه مهندس (فصل‌های ۱ و ۲) (۱۳۹۷)
- همسایه‌ها (۱۳۹۵)[۲۳]
- کشیک قلب (۱۳۹۵)
- غیرعلنی (۱۳۹۴)
- خوب بد زشت (۱۳۹۳)
- پژمان (۱۳۹۲)
- خداحافظ بچه (۱۳۹۱)
- چک برگشتی (۱۳۹۱)
- گاوصندوق (۱۳۸۸)
- مأمور بدرقه (۱۳۸۷)
- مرد هزار چهره (۱۳۸۶)
- کتاب‌فروشی هدهد (۱۳۸۵)
- زیر زمین (۱۳۸۵)
- من یک مستأجرم (۱۳۸۳)
- پرونده‌های مجهول (۱۳۸۰)
- داستان یک شهر ۲ (۱۳۷۹)
- روشنتر از خاموشی (۱۳۷۸)
- بازگشت به خانه (۱۳۷۵)

### تله‌فیلم
- بازی به کارگردانی سروش صحت

### شبکه نمایش خانگی
- شام ایرانی (۱۳۹۰) به کارگردانی بیژن بیرنگ
- ساخت ایران (۱۳۹۰)
- شرف خانواده فاضل (۱۳۹۲)
- گیسو (۱۳۹۹)
- عالیجناب (رئالیتی شو) [۲۴]  (۱۴۰۳) به کارگردانی علیرضا کریم زاده

### فیلم‌نامه
- شبهای برره (یکی از نویسندگان)
- باغ مظفر (یکی از نویسندگان)
- شمس العماره (یکی از نویسندگان)

### تئاتر
- ۱۴۰۲ - یه گوشه از دایره (به کارگردانی حسین حیاتی)
- ۱۳۹۸ - راه پله (به کارگردانی و نویسندگی سپیده میرحسینی)
- ۱۳۹۸ - ماربازی (به کارگردانی صحرا فتحی و سعید دشتی)
- ۱۳۹۷ - شاه لیر (کارگردان مسعود دلخواه)
- ۱۳۹۷ - بیوهٔ نویسنده فقید (کارگردان مقداد اسلامی)
- ۱۳۹۷ - فصل فراموشی (نویسنده و کارگردان)
- ۱۳۹۷ - تابستان فراموشی (نویسنده و کارگردان)
- ۱۳۹۷ - بلافیگورا (کارگردان سعید دشتی)
- ۱۳۹۶ - اپراتور نسل چهارم (کارگردان باقر سروش)
- ۱۳۹۶ - خورشیدهای همیشه (بازیگر، کارگردان و یکی از نویسندگان به همراه امیرعلی رادی، زهرا اسماعیل‌زاده)[۲۵]
- ۱۳۹۶ - آرامش زن زیبایی است که شوهر دارد (نویسنده و بازیگر) - کارگردان: امیرحسین اسانی[۲۶]
- ۱۳۹۶ - دیگری (کارگردان و بازیگر)[۲۷]
- ۱۳۹۶ - سونات پاییزی - کارگردان: جلال تهرانی[۲۸]
- ۱۳۹۵ - حرفه‌ای - کارگردان: رضا کیانیان[۲۹]
- ۱۳۹۵ - زنانی که به بزها خیره شده‌اند - کارگردان: ایوب آقاخانی[۳۰]
- ۱۳۹۵ - دوباره اون آهنگ رو بزن سم - کارگردان: داوود بنی اردلان[۳۱]
- ۱۳۹۴ - عامدانه، عاشقانه، قاتلانه - نویسنده و کارگردان: ساناز بیان
- ۱۳۹۴ - انگار در چشم‌های تو اسب می‌دود - نویسنده: سهراب حسینی- کارگردان: طاها ذاکر
- ۱۳۹۳ - تو دهنتُ می‌بندی یا من؟ (نویسنده و بازیگر) - کارگردان: داوود بنی اردلان[۳۲]
- ۱۳۹۳ - نمایش اسپانیایی - کارگردان: شیوا اردویی[۳۳]
- ۱۳۹۳ - آرسنیک و تور کهنه - کارگردان: حسین پارسایی[۳۴]
- ۱۳۹۳ - دورهمی زنان شکسپیر (بازیگر، نویسنده و کارگردان)[۳۵]
- ۱۳۹۳ - با من بستنی می‌خوری؟ (بازیگر و کارگردان)[۳۶]
- ۱۳۹۲ - بادی که تو را برد‚ مرا خشک کرد - کارگردان: علی نرگس نژاد
- ۱۳۹۲ - پسران آفتاب - کارگردان: سیامک صفری
- ۱۳۹۱ - غبار - کارگردان: بهاره رهنما
- ۱۳۹۱ - چشم‌هایی که مال توست - کارگردان: نسیم ادبی
- ۱۳۹۱ - این تابستان فراموشت کردم - کارگردان: بهاره رهنما
- ۱۳۹۱ - خیال‌های جاده جاجرود - تهران - کارگردان: غزاله معتمد
- ۱۳۹۱ - گروتسکی بر تبارشناسی دروغ و تنهایی - کارگردان: سجاد افشاریان
- ۱۳۹۰ - تراس - کارگردان: محمدرضا خاکی
- ۱۳۹۰ - فیل - کارگردان: بهناز نازی
- ۱۳۹۰ - می‌خواهم با میوسوو ملاقات کنم - کارگردان: محمود عزیزی
- ۱۳۸۸ - هاملت با سالاد فصل - کارگردان: هادی مرزبان
- ۱۳۸۷ - خدای کشتار - کارگردان: علیرضا کوشک جلالی
- ۱۳۸۴ - پنجره‌ها - کارگردان: فرهاد آییش
- ۱۳۷۹ - تله تئاتر پیش از آشنایی
- ۱۳۷۵ - تله تئاتر ای نسیم باران

### کارگردانی
- ۱۳۹۸ - صدام کن مامان (فیلم مستند)
- ۱۴۰۱ - عطر آخر اردیبهشت (فیلم سینمایی بلند)